# لي روبنسون (مخرج)
لي روبنسون (بالإنجليزية: Lee Robinson)‏ هو كاتب سيناريو ومخرج أسترالي، ولد في 22 فبراير 1923 في Petersham, New South Wales ‏ في أستراليا، وتوفي في 22 سبتمبر 2003 في سيدني في أستراليا.

## وصلات خارجية
- لي روبنسون على موقع IMDb (الإنجليزية)
- لي روبنسون على موقع ألو سيني (الفرنسية)
- لي روبنسون على موقع أول موفي (الإنجليزية)
- لي روبنسون على موقع قاعدة بيانات الأفلام السويدية (السويدية)
- لي روبنسون على موقع قاعدة بيانات الفيلم (الإنجليزية)
- لي روبنسون على موقع كينوبويسك (الروسية)